# Пудега (деревня)
Пудега — деревня в Вологодском районе Вологодской области на реке Пудежка.
Входит в состав Семёнковского сельского поселения, с точки зрения административно-территориального деления — в Семёнковский сельсовет.
Расстояние по автодороге до районного центра Вологды — 9 км, до центра муниципального образования Семёнково — 1 км. Ближайшие населённые пункты — Чашниково, Алексино, Барачево, Ярыгино, Красново.
По переписи 2002 года население — 9 человек.